# Eric Trump

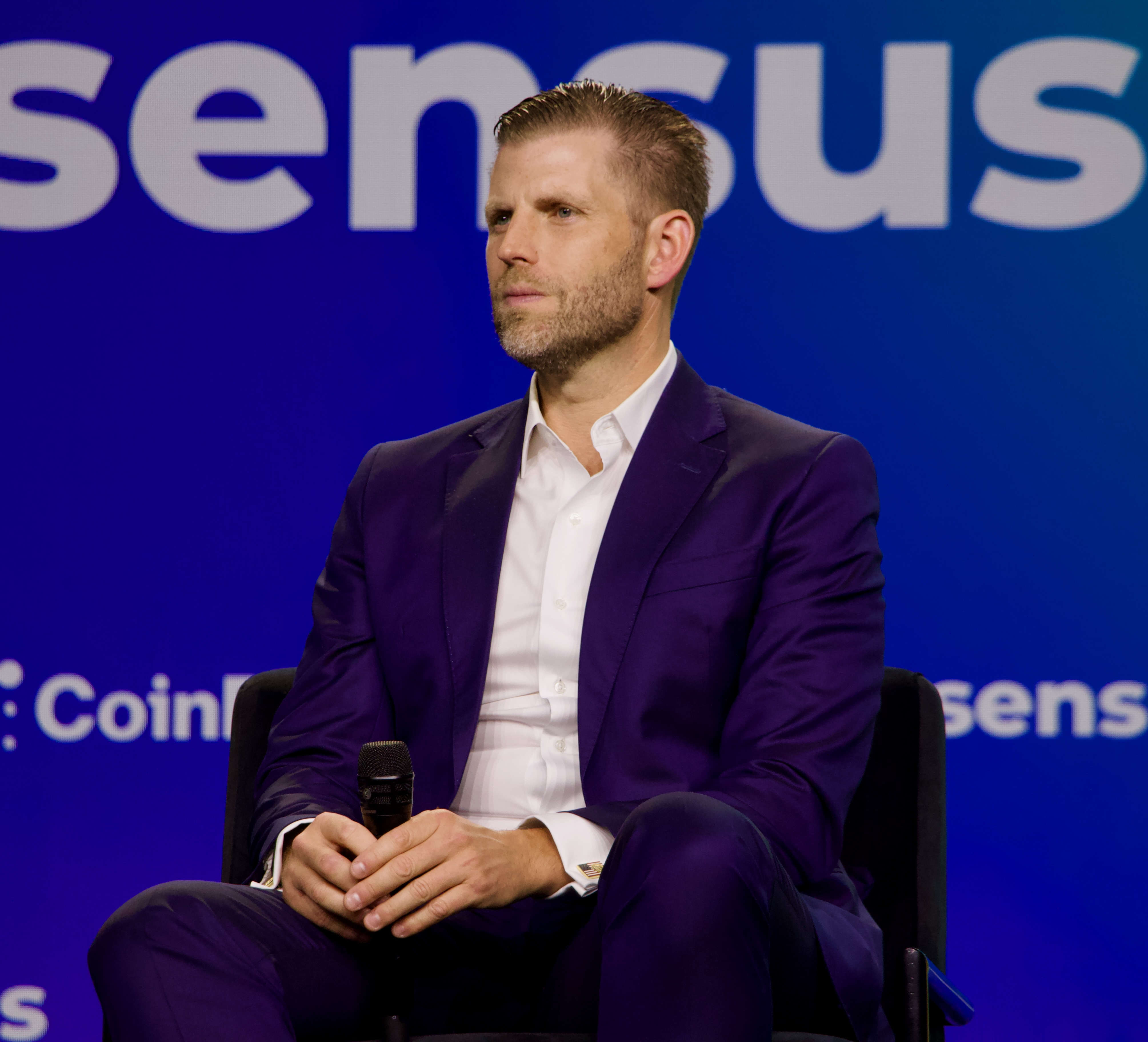
Eric Trump (2025)

Eric Frederick Trump (* 6. Januar 1984 in New York City) ist ein amerikanischer Unternehmer und Vizepräsident der Trump Organization. Er ist der Sohn des US-Präsidenten Donald Trump.

## Herkunft und Familie
Eric Trump ist das dritte Kind des 45. und 47. US-Präsidenten Donald Trump und seiner ersten Ehefrau Ivana Trump. Er hat einen älteren Bruder, Donald Jr. (* 1977), sowie eine ältere Schwester, Ivanka (* 1981). Aus den beiden späteren Ehen seines Vaters hat er eine Halbschwester namens Tiffany (* 1993) und einen Halbbruder namens Barron (* 2006).
Seit November 2014 ist er mit Lara Trump (* 1982 als Lara Lea Yunaska) verheiratet. Am 12. September 2017 wurde Eric Trump Vater eines Sohnes. Am 19. August 2019 wurde Trump Vater einer Tochter.

## Ausbildung, Beruf und Unterstützung des Vaters

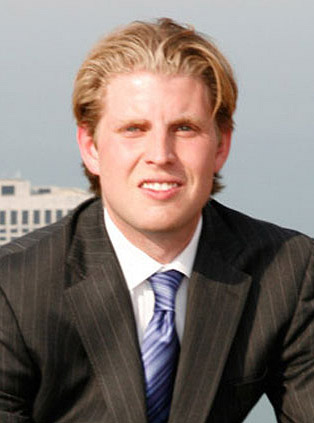
Eric Trump (ca. 2009)

Eric Trump studierte an der Georgetown University Management und Finanzen. Seit dem Jahr 2006 arbeitet er im Familienunternehmen The Trump Organization, einem Mischkonzern, der vor allem durch den Bau und Betrieb von Immobilien (vornehmlich Wolkenkratzern und Hotels) und Golfplätzen weltweit operiert und mehr als 20.000 Beschäftigte hat. Im Sommer 2015 übernahmen die drei Geschwister die Leitung der operativen Geschäfte, nachdem sein Vater seine Kandidatur zur US-Präsidentschaftswahl 2016 angekündigt hatte. Wie auch seine beiden älteren Geschwister nahm Eric Trump regelmäßig an Wahlkampfauftritten und Presseterminen seines Vaters teil. Auf der Republican National Convention 2016 hielt er eine Rede und warb dabei für seinen Vater. Nach dem Wahlsieg des Vaters übernahm Eric Trump gemeinsam mit seinem Bruder für die Dauer der Präsidentschaft die Leitung des Unternehmens.

## Gesellschaftliches Engagement
Neben seiner unternehmerischen Tätigkeit engagiert sich Trump im Rahmen der von ihm gegründeten Eric Trump Foundation für schwer kranke Kinder. Zu diesem Zweck hat er mehrere Millionen Dollar gespendet. Im Juni 2017 berichtete Forbes, dass ein Teil der Spendengelder für die Finanzierung von Golfplätzen zweckentfremdet worden sei; der Attorney General des Bundesstaats New York Eric Schneiderman nahm dazu Ermittlungen auf.